# Sarla Thukral
Sarla Thukral (ur. 8 sierpnia 1914, zm. 15 marca 2008) – jedna z pierwszych Indusek latających samolotem, malarka, przedsiębiorczyni.  

## Życiorys
Jej mąż, P. D.Sharma, którego poślubiła w wieku 16 lat, pochodził z rodziny, w której było aktywnych 9 pilotów. Teść był właścicielem firmy lotniczej Himalaya Airways. Zachęcana przez męża i teścia, zaczęła naukę. Latała solo na samolocie de Havilland DH.60 Moth. Po uzyskaniu wstępnej licencji przeleciała tysiąc godzin na samolocie należącym do Lahore Flying Club. Uzyskała licencję pilota lotniczego w 1936. Sarla była jedną z pierwszych kobiet w Indiach z licencją pilota.
Mąż Sarli zginął w katastrofie lotniczej w 1939. Próbowała ubiegać się o licencję pilota komercyjnego. Wyjechała do Dźodhpuru, ale rozpoczęła się II wojna światowa i szkolenie cywili zostało zawieszone. Wróciła do Lahore. Uczęszczała do Mayo School of Art, gdzie uczyła się w bengalskiej szkole malarskiej. Uzyskała dyplom sztuk pięknych. 
W 1947 z powodu zamieszek w Lahore wyjechała do Delhi z dwiema córkami.
Thukral należała do Arya Samaj, duchowej wspólnoty skupiającej się na naukach płynących z Wed. W tej społeczności dopuszczano ponowne małżeństwo wdów. W Delhi Sarla poznała R.P. Thakrala. Wyszła za niego w 1948.
Thukral, nazywana przez klientów Mati, stała się odnoszącą sukcesy przedsiębiorczynią i malarką. Zaczęła projektować ubrania i biżuterię. Przez 15 lat dostarczała Central Cottage Industries Emporium wykonaną własnoręcznie biżuterię.

## Upamiętnienie
8 sierpnia 2021 Google uhonorował Thukral, tworząc Google Doodle w 107 rocznicę jej urodzin.